# Centrale de Versilhac
La centrale hydroélectrique de Versilhac est une centrale hydroélectrique située à Yssingeaux en Haute-Loire. Elle est constituée d'un groupe de production de type Francis de 13,6 MW.

## Description de l'aménagement
L'aménagement, réalisé au cours des années 1943 à 1948 comporte essentiellement :
- le barrage de Lavalette,
- un canal d'amenée souterrain,
- une cheminée d'équilibre et une conduite forcée,
- l'usine,
- un poste élévateur de 60 kV,
- un bassin de compensation, formé par le barrage de La Chapelette

### Barrage et retenue
Le barrage de Lavalette a été construit en deux étapes : la première antérieure à 1914, le barrage avait alors 30 m de hauteur pour une retenue de 5.5 millions de m³ ; la seconde a été achevée en 1949. 
Le barrage, de type poids, formant un déversoir en saut à ski dans la partie médiane est couronné par une route. Le volume de maçonnerie qui le constitue est de 180 000 m3. La partie ancienne est construite en maçonnerie de moellons au mortier de chaux, la surélévation a été exécutée en béton de ciment. D'une hauteur de 60 m, le barrage de Lavalette a 45 m d'épaisseur à la base et 4 m au sommet. Sa longueur de crête atteint 505 m. La capacité du réservoir actuel atteint 40 millions de m³ environ.
L'évacuation des crues est assurée par quatre vannes secteurs.

### Usine et poste extérieur
La conduite forcée aboutit à une vanne de pied papillon. Elle alimente le groupe unique de l'usine. Ce groupe se compose d'une turbine Francis entrainant un alternateur de 14 200 kVA avec deux excitatrices en bout d'arbre.
Le canal de fuite, couvert sur les 220 m de sa longueur restitue les eaux du Lignon. 
Un poste de transformation extérieur, situé à l'entrée de l'usine comprend essentiellement un transformateur et un départ 60 kV reliant l'usine au poste de la Rivière en passant par Pont-de-Lignon. Une ligne secondaire de 5,7 kV permet de relier l'usine au réseau local.

### Bassin de compensation
À environ un kilomètre en aval de l'usine de Versilhac se trouve le barrage de La Chapelette construit en 1907 et surélevé au cours des années 1947-1948. La capacité utile de ce bassin de compensation s'élève à 260 000 m3. Ce barrage sert de prise d'eau à l'usine de Vendets.